# LaTasha Colander
LaTasha Lavon Colander-Richardson (Portsmouth, 23 augustus 1976) is een voormalige Amerikaanse sprintster. Ze nam deel aan de Olympische Spelen van 2000 in Sydney en aan die van 2004 in Athene. Verder is zij medehoudster van het wereldrecord op de 4 x 200 m estafette. Ze ontwikkelde zich van een jeugdkampioene hordelopen tot tweevoudig Amerikaans kampioene op de 400 m. Ook werd ze olympisch kampioene op de 4 x 400 m estafette. Die titel moest ze later, vanwege dopinggebruik van een van haar teamgenotes, weer inleveren. Nog later kreeg ze deze medaille weer terug.

## Levensloop

### Jeugd
LaTasha Colander studeerde aan de University of North Carolina at Chapel Hill. Haar eerste successen behaalde ze in 1994 door op de wereldkampioenschappen voor junioren een zilveren medaille te winnen op de 100 m horden. Ook won ze dat jaar de titel op deze afstand bij de Amerikaanse jeugdkampioenschappen.

### Succesvol olympisch jaar
Op 29 april 2000 verbeterde Colander met haar teamgenotes LaTasha Jenkins, Nanceen Perry en Marion Jones het wereldrecord op de 4 x 200 m estafette.
Onverwachts won Colander de 400 m op de Amerikaanse Trials en kwalificeerde zich hiermee voor de Spelen van 2000 in Sydney. Hier won ze met haar teamgenotes Jearl Miles-Clark, Monique Hennagan en Marion Jones de 4 x 400 m estafette. Met een tijd van 3.22,62 versloegen ze het Jamaicaanse team (zilver) en Russische team (brons). Later werd Marion Jones uit de uitslagen geschrapt wegens het gebruik van doping. Op 10 april 2008 besloot het IOC, dat alle leden van de Amerikaanse estafetteploeg hun olympische medailles moesten inleveren. Deze uitspraak werd nietig verklaard door het Hof van Arbitrage voor Sport, waardoor de ploeggenoten van Marion Jones hun medailles weer terugkregen.

### Blessure en WK
In 2001 miste LaTasha Colander de wereldkampioenschappen wegens een blessure aan haar quadriceps. In 2003 specialiseerde ze zich meer op de sprint (100 m). In 2004 won ze bij de Amerikaanse olympische selectiewedstrijden deze afstand in een persoonlijk record van 10,97 s.
In augustus 2005 werd ze vijfde op de 200 m bij de WK in Helsinki.

### Inzet in de maatschappij buiten de atletiek
In 2000 richtte Colander de LC Treasures Within Foundation op, een stichting met als doel kinderen, families en de wereld te verbeteren door middel van onderwijs, sport en spiritualiteit.

## Titels
- Olympisch kampioene 4 x 400 m - 2000
- Amerikaans kampioene 100 m - 2004
- Amerikaans kampioene 400 m - 2000, 2001

## Persoonlijke records
| Onderdeel    | Prestatie | Datum            | Plaats     |
| ------------ | --------- | ---------------- | ---------- |
| 100 m        | 10,97 s   | 10 juli 2004     | Sacramento |
| 200 m        | 22,34 s   | 26 juni 2005     | Carson     |
| 300 m        | 36,00 s   | 28 augustus 2000 | Gateshead  |
| 400 m        | 49,87 s   | 16 juli 2000     | Sacramento |
| 400 m horden | 56,88 s   | 15 mei 1999      | Clemson    |

## Palmares

### 100 m
Kampioenschap
- 2004: 8e OS - 11,18 s

Golden League-podiumplek
- 2005:  Bislett Games – 11,17 s

### 200 m
- 2005: 5e WK - 22,66 s

### 400 m
Golden League-podiumplek
- 2002:  Bislett Games – 51,66 s

### 100 m horden
- 1994:  WJK - 13,30 s

### 4 x 100 m estafette
- 2004: DNF OS

### 4 x 400 m estafette
- 2000:  OS - 3.22,62

- World Athletics: 14307842
- Library of Congress Control Number: no2011070000
- Virtual International Authority File: 170730606
- WorldCat: E39PBJr3tFW9jwpXxqyTJjfH4q